# Thomas Haden Church
Thomas Haden Church (nacido como Thomas Richard McMillen; Woodland, California; 17 de junio de 1960) es un actor estadounidense. Es más conocido por interpretar a Lyle Van der Grooth en la película George of the Jungle, a Jack en la película Entre copas y como Flint Marko / Hombre de Arena en la película Spider-Man 3, de 2007, y Spider-Man: No Way Home, de 2021.

## Biografía

### Infancia y juventud
Church nació como Thomas Richard McMillen en Woodland, California y creció en Texas. No comenzó su carrera en el espectáculo frente a una cámara sino a un micrófono, primero como disc-jockey de radio y luego como narrador. Su primer papel cinematográfico fue en la cinta independiente Stolen Moments, tras lo cual se mudó a Los Ángeles, California, para proseguir con su carrera.

### Carrera
Church realizó su debut cinematográfico en Hollywood en 1993 con un papel secundario en la película Tombstone. Church ha demostrado ser un actor pragmático, y es famoso por su papel como el mecánico Lowell Mather en la serie Wings, emitida durante largo tiempo por NBC. También es famoso por su papel protagonista en la serie de Fox Ned y Stacey, que protagonizó en el papel del engreído Ned Dorsey, actuando junto a Debra Messing. En 1997, la revista Time proclamó que "Ned Dorsey es una de las seis razones para ver la televisión". Ese mismo año, y por el mismo papel, Church fue declarado "no apto para vivir con perros" por la National Public Radio de Estados Unidos.
Church ha tenido papeles en numerosos largometrajes, siendo sobre todo recordado su papel junto a Brendan Fraser y Leslie Mann en George of the Jungle, y también por su actuación en la película emitida por cable Free Money, en la cual trabajó junto a Marlon Brando.
Además, Church es el coautor del guion y director de la película Rolling Kansas, que se estrenó en la selección oficial del Festival de Cine de Sundance de 2003.
Thomas Haden Church recibió una nominación al Óscar por su interpretación del papel de Jack, protagonizando junto a Paul Giamatti la película de Alexander Payne Entre copas, muy aclamada por la crítica. Estrenada por Fox Searchlight Pictures, la película se estrenó en el 29º Festival Internacional de Cine de Toronto y obtuvo posteriormente numerosos premios en 2004 y 2005, incluyendo un Globo de Oro a la mejor película cómica, un Premio de la Asociación de Críticos a la mejor película, un premio del Sindicato de Actores (SAG) al mejor reparto y seis premios Independent Spirit. Church fue también distinguido como mejor actor secundario por la Asociación de Críticos y por los premios Independent Spirit.
En 2006, Church prestó su voz para dos papeles de doblaje: primero como un exterminador de animales en la película de animación de Dreamworks Vecinos invasores, y luego como el cuervo Brooks en la versión de la clásica La telaraña de Charlotte, estrenada por Paramount Pictures. En 2007, Church ganó un premio Emmy y obtuvo sendas nominaciones a los Globos de Oro y a los premios del SAG por su papel como Tom Harte, junto al legendario Robert Duvall, en la miniserie televisiva de wéstern épico dirigida por Walter Hill Broken Trail, que recibió grandes elogios de la crítica y que se estrenó en American Movie Classics.
También interpretó al villano Flint Marko / Hombre de Arena en Spider-Man 3, la tercera parte de la saga de Spider-Man de Sony Pictures dirigida por Sam Raimi, y la cual fue el mayor éxito de taquilla de 2007. En 2008, protagonizó junto a Dennis Quaid y Sarah Jessica Parker la película de autor de Miramax Smart People.
Church protagonizó luego junto a Elisabeth Shue y Melissa Leo la película Don McKay, que se estrenó en el Festival de Cine de Tribeca de 2009. Ese mismo año, Church también protagonizó la comedia negra de 20th Century Fox Todo sobre Steve, junto a Sandra Bullock y Bradley Cooper, interpretando a Hartman Hughes, un manipulador y egocéntrico reportero.
En 2021, Church volvió a aparecer como Flint Marko / Hombre de Arena en Spider-Man: No Way Home, reutilizándose para ello escenas de Spider-Man 3 (2007), de Sam Raimi.

## Vida personal
Church vive en su rancho de 2000 acres (810 ha) en Kerrville, Texas. Church tiene dos hijos con su expareja, la actriz Mia Zottoli.

## Filmografía
| 2024 |  | Hayes Ellison |  |
| 2024 |  | Hayes Ellison |  |

### Cine y televisión
- Wings (1990-1995)
- Tombstone (1993)
- Tales from the Crypt: Demon Knight (1995)
- Ned and Stacey (1995-1997)
- One Night Stand (1997)
- George of the Jungle (1997)
- Susan's Plan (1998)
- Mr. Murder (1998)
- Free Money (1998)
- Goosed (1999)
- The Specials (2000)
- 3000 Miles to Graceland (2001)
- Monkeybone (2001)
- The Badge (2002)
- Lone Star State of Mind (2002)
- Rolling Kansas (2003)
- George of the Jungle 2 (2003)
- Spanglish (2004)
- Entre copas (2004)
- Vecinos invasores (2006)
- Broken Trail (2006)
- Idiocracy (2006)
- Charlotte's Web (2006)
- Spider-Man 3 (2007)
- Smart People (2007)
- NowhereLand (2008)
- All about Steve (2009)
- Pequeños Invasores (2009)
- Imagine That (2009)
- Easy A (2010)
- We Bought a Zoo (2011)
- Killer Joe (2011)
- El Gato con Botas (2011)
- John Carter (2012)
- Heaven Is for Real (2014)
- Max (2015)
- Daddy's Home (2015)
- Cardboard Boxer (2016)
- Daddy's Home 2: Parental Guidance (2017)
- Crash Pad (2017)
- The Peanut Butter Falcon (2019)[4]
- Spider-Man: No Way Home (2021)
- Horizon: An American Saga - Capítulo 1 (2024)[5]
- Horizon: An American Saga - Capítulo 2 (2024)[5]
- Wake Up Dead Man: A Knives Out Mystery (2025)[6]

## Premios y nominaciones
Thomas Haden Church ha sido nominado, entre otros, a los Premios Óscar y los Globos de oro. Ha recibido un total de 24 premios, en su mayoría por su papel en la película Entre copas, y 8 nominaciones en otros certámenes.
Premios Óscar
| Año  | Categoría              | Película               | Resultado |
| ---- | ---------------------- | ---------------------- | --------- |
| 2005 | Mejor actor de reparto | Entre copas (Sideways) | Nominado  |

Premios Globos de Oro
| Año  | Categoría                                              | Película                          | Resultado |
| ---- | ------------------------------------------------------ | --------------------------------- | --------- |
| 2006 | Mejor actor de reparto de serie, miniserie o telefilme | Broken Trail (Los protectoresesp) | Nominado  |

Premios del Sindicato de Actores
| Año  | Categoría              | Película    | Resultado |
| ---- | ---------------------- | ----------- | --------- |
| 2005 | Mejor reparto          | Entre copas | Ganador   |
| 2005 | Mejor actor de reparto | Entre copas | Nominado  |

### Otros premios
- 2007 Emmy Award for Best Actor in a Miniseries
- 2007 Western Heritage Award for Television Motion Picture (Broken Trail)
- 2005 Broadcast Film Critics Association Award for Best Supporting Actor (Sideways)
- 2005 Central Ohio Film Critics Award for Best Supporting Performance (Sideways)
- 2005 Dallas-Fort Worth Film Critics Association Award for Best Supporting Actor (Sideways)
- 2005 Independent Spirit Award for Best Supporting Male (Sideways)
- 2005 Iowa Film Critics Award for Best Supporting Actor (Sideways)
- 2005 Kansas City Film Critics Circle Award for Best Supporting Actor (Sideways)
- 2005 National Society of Film Critics Award for Best Supporting Actor (Sideways)
- 2005 Online Film Critics Society Award for Best Supporting Actor (Sideways)
- 2005 Satellite Award for Best Actor in a Supporting Role, Comedy or Musical (Sideways)
- 2005 Utah Film Critics Society Award for Best Supporting Actor (Sideways)
- 2004 Boston Society of Film Critics Award for Best Supporting Actor (Sideways)
- 2004 Chicago Film Critics Association Award for Best Supporting Actor (Sideways)
- 2004 Florida Film Critics Circle Award for Best Supporting Actor (Sideways)
- 2004 Los Angeles Film Critics Association Award for Best Supporting Actor (Sideways)
- 2004 National Board of Review Award for Best Supporting Actor (Sideways)
- 2004 Phoenix Film Critics Society Award for Best Supporting Actor (Sideways)
- 2004 San Francisco Film Critics Circle Award for Best Supporting Actor (Sideways)
- 2004 Seattle Film Critics Award for Best Supporting Actor (Sideways)
- 2004 Southeastern Film Critics Association Award for Best Supporting Actor (Sideways)